# Habbaniya
 (janvier 2016).
Si vous disposez d'ouvrages ou d'articles de référence ou si vous connaissez des sites web de qualité traitant du thème abordé ici, merci de compléter l'article en donnant les références utiles à sa vérifiabilité et en les liant à la section « Notes et références ».
Al Habbaniyah ou Habbaniya (en arabe الحبانية) est une ville située dans la province d'Al-Anbâr, en Irak. Un aérodrome militaire, la base de la RAF Habbaniya, est construit entre 1934 et 1937 pour sécuriser l'oléoduc de Mossoul à Haïfa. Cette base est assiégée par les forces de Rachid Ali al Gaylani lors de la guerre anglo-irakienne de 1941. 
La ville est aussi reconnue en Irak pour être un site de villégiature agréable à proximité du lac d'Habbanyia. Ouverte en 1979, la station touristique de la ville comprend, outre un hôtel de 300 chambres, 528 bungalows, des pontons pour les bateaux, un cinéma, des magasins, des terrains de sport et cinq restaurants. Dans les années 1980, son rayonnement dépasse largement les frontières du pays. 
L'embargo décrété par les alliés puis l'invasion américaine du pays en 2003 perturbent pour longtemps les activités touristiques développées sur le site. Ainsi, en 2006, un groupe armé rattaché à l'armée du califat islamique occupe Habbaniya avant d'en être chassé en 2008 par les forces gouvernementales.
En 2014, l'offensive de l’État islamique sur le pays provoque la chute de la ville, jusqu'à sa reprise le 12 mai 2015 par les Unités de mobilisation populaire levées en hâte l'année précédente pour endiguer l'offensive de DAECH.